# Simon Nesler-Täubl
Simon Nesler-Täubl (* 4. Jänner 2005) ist ein österreichischer Fußballtorwart.

## Karriere
Nesler-Täubl begann seine Karriere beim FC Nüziders. Zur Saison 2019/20 kam er in die AKA Vorarlberg, in der er in Folge sämtliche Altersstufen durchlief. Zur Saison 2022/23 wechselte er zum Bundesligisten SC Austria Lustenau. In Lustenau wurde er dritter Tormann hinter Domenik Schierl und Ammar Helac. In seiner ersten Spielzeit kam er in Folge ausschließlich für die Amateure zum Einsatz, für die er 21 Mal in der viertklassigen Vorarlbergliga spielte.
Im Mai 2024 gab er dann sein Debüt in der Bundesliga, als er am 32. Spieltag der Saison 2023/24 gegen den SCR Altach in der Startelf stand. Mit Lustenau stieg er zu Saisonende aus dem Oberhaus ab. In der Saison 2024/25 kam er wieder ausschließlich für die Amateure zum Zug.
Zur Saison 2025/26 wechselte Nesler-Täubl leihweise zum Ligakonkurrenten SV Austria Salzburg.